# Кондо, Тосинори
Тосинори Кондо (яп. 近藤 等則, кондо: тосинори, 15 декабря 1948, Имабари, Эхиме — 17 октября 2020[…]) — авангардный джазовый и джазовый фьюжн-трубач.
Кондо учился в Киотском университете в 1967 году и подружился с перкуссионистом Цутитори Тосиюки. В 1972 году пара покинула университет, и Тосиюки продолжил работать с Питером Бруком, а Кондо присоединился к Ёсукэ Ямасита. В 1978 году он переехал в Нью-Йорк и начал выступать с Биллом Ласвеллом, Джоном Зорном, Фредом Фритом и Эральдо Бернокки. Год спустя он выпустил свою первую запись, гастролировал по Европе с Юджином Чедборном и сотрудничал с европейскими музыкантами, такими как Питер Броцман. Вернувшись в Японию, он работал с Рюити Сакамото, Кадзуми Ватанабе и Херби Хэнкоком. В середине 1980-х он начал концентрироваться на собственной карьере, смешивая свою авангардную основу с электронной музыкой. В 2002 году он работал на международном фестивале мира в Хиросиме после того, как Далай-лама обратился с просьбой организовать его. Он бывший член Praxis. Кондо сотрудничал с Биллом Ласвеллом в работе над альбомом Inamorata в 2007 году.
Он основал группу Kondo IMA в 1984 году. Kondo IMA достигла коммерческого успеха, но переехала в Амстердам, чтобы запустить «Blow the Earth» в 1993 году. Они начали «Blow the Earth in Japan» летом 2007 года и закончили осенью 2011 года. Фильм «Blow the Earth in Japan» — его первый опыт в качестве режиссёра.